# 古尔沟镇
古尔沟镇，是中华人民共和国四川省阿坝藏族羌族自治州理县下辖的一个乡镇级行政单位。

## 行政区划
古尔沟镇下辖以下地区：
古尔沟村、沙坝村、小沟村、丘地村、大沟村和新桥村。